# Berberzelt

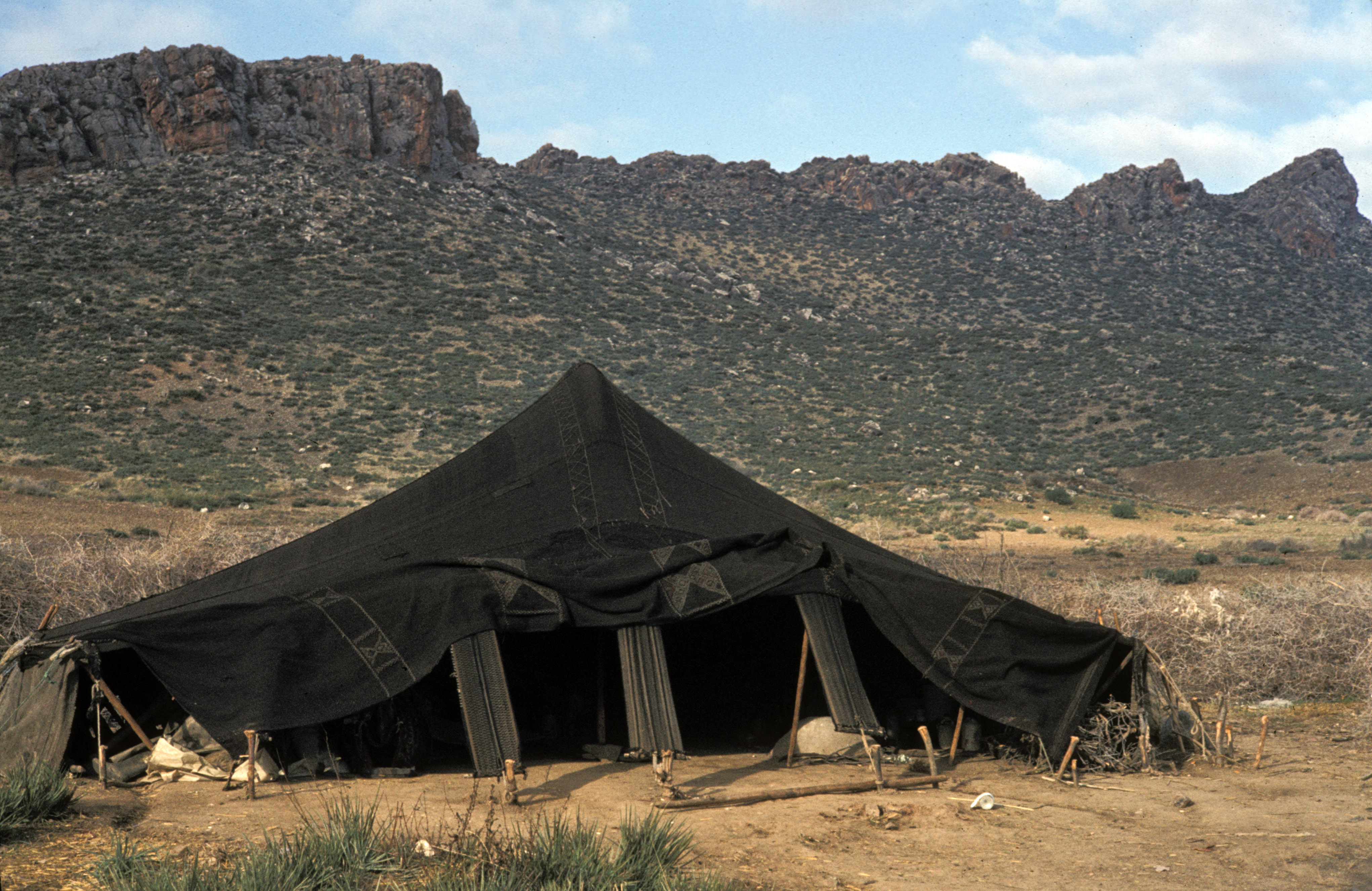
Berberzelt mit eingewebten Mustern

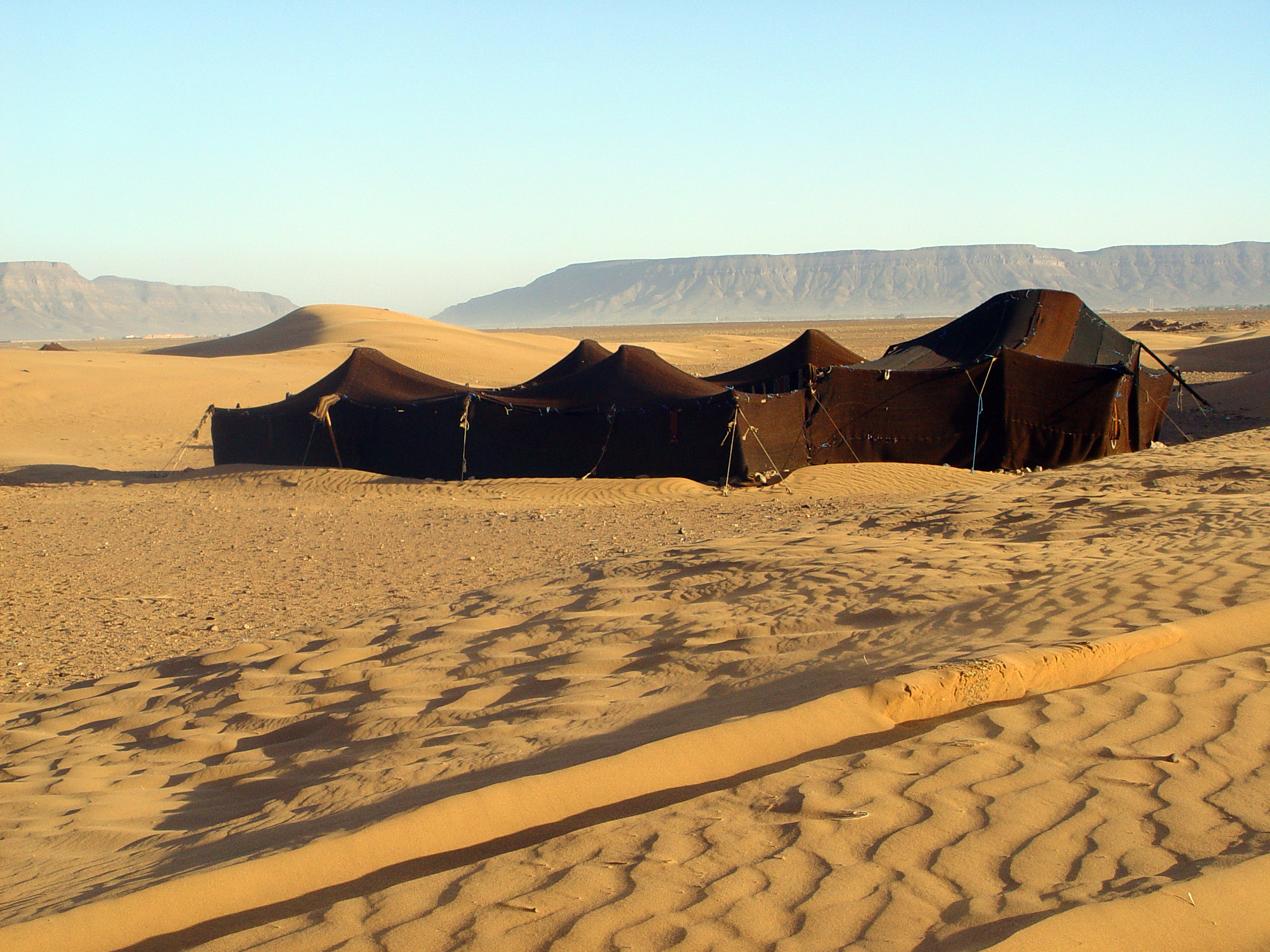
Gruppe von Berberzelten bei Zagora mit umgebendem Wind- und Sandschutz

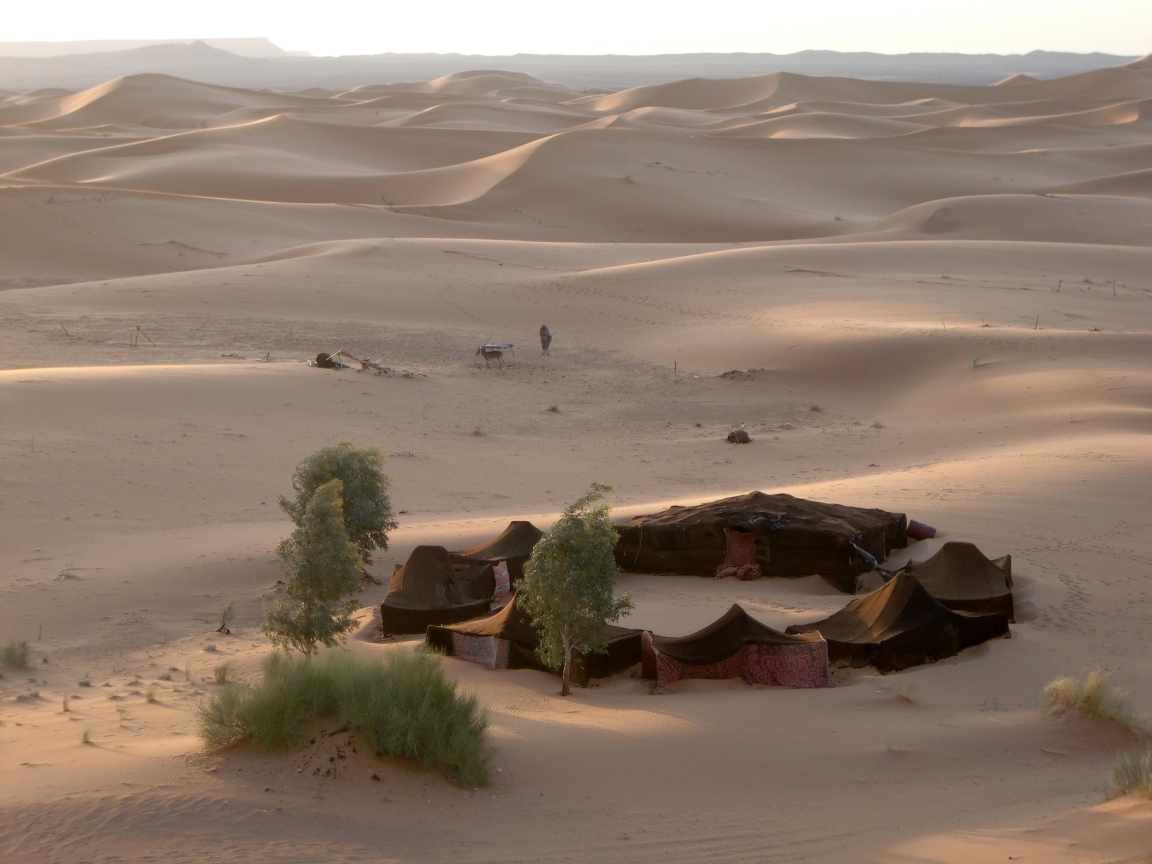
Zeltburg bei M’hamid El Ghizlane

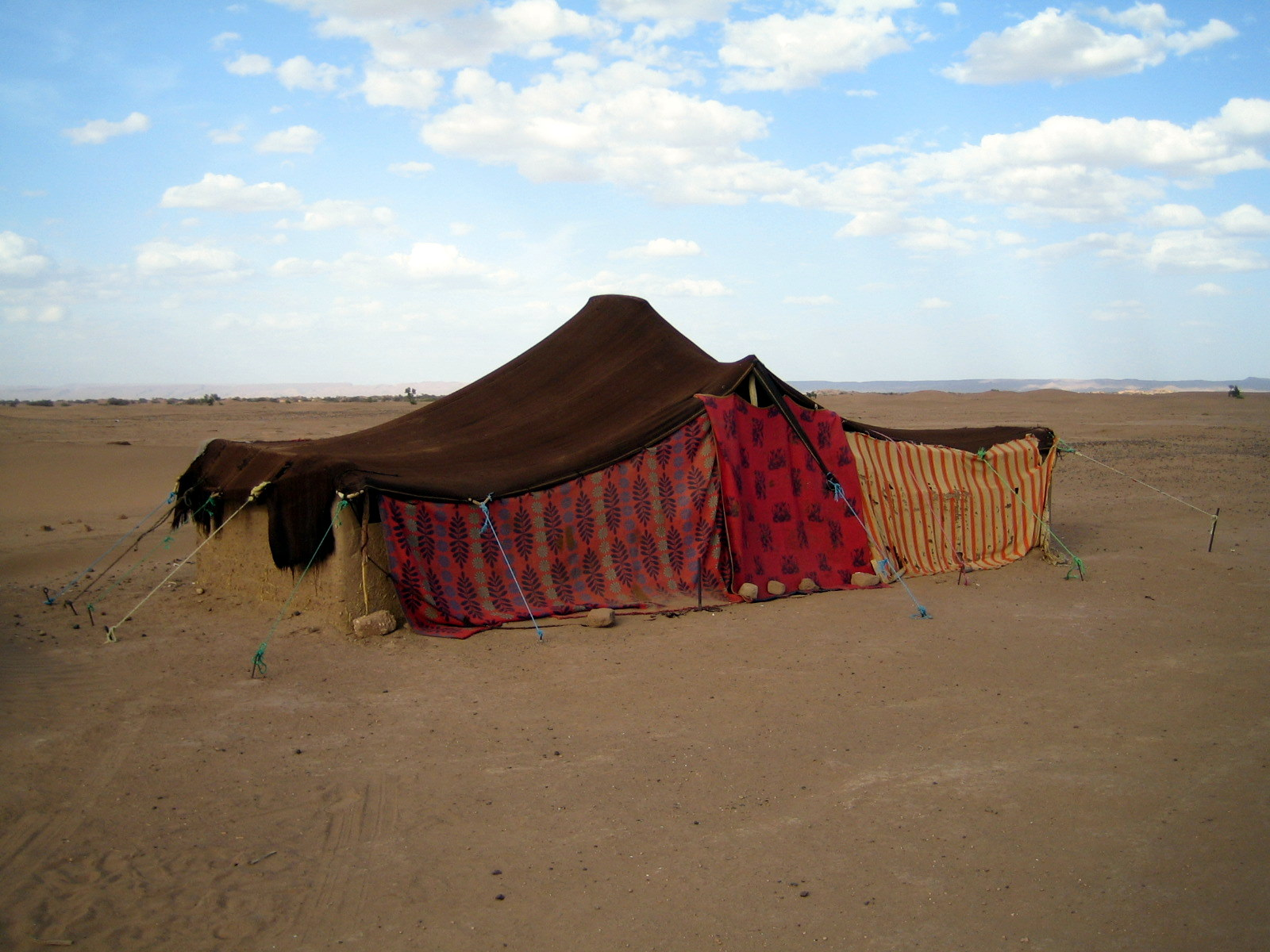
Berberzelt mit seitlicher Stampflehmmauer bei M’hamid

Ein Berberzelt (arabisch الخيمة, DMG al-Ḫaima), Khaima, Haima oder Chaima ist das traditionelle Schwarzzelt der Berber-Nomaden im Süden der Maghreb-Staaten Marokko, Algerien, Tunesien und Libyen. Wahrscheinlich existierten sie schon vor den ersten festen Siedlungen mit Wohnhäusern aus Stampflehm und Stein.

## Geschichtlicher und soziokultureller Hintergrund
Bis weit ins 20. Jahrhundert hinein – teilweise sogar bis in die Gegenwart – führten zahlreiche Berberfamilien ein nomadisches oder halbnomadisches Leben (Transhumanz) und zogen mit ihren Viehherden (Esel, Schafe, Ziegen, seltener auch Kamele) auf der Suche nach Viehnahrung durch das Land. Während in den Oasentälern allmählich die Sesshaftwerdung begann, war ein Überleben in den trockeneren Regionen (vor allem im Anti-Atlas) nur möglich, wenn man nach der Ernte von Gerste und Trockengemüse wie Bohnen, Erbsen und Linsen, die meist schon in den Monaten März und April stattfand, mit dem Vieh in die Bergregionen des Hohen Atlas zog, wo Gräser, Kräuter und vor allem Wasser noch in ausreichender Menge verfügbar waren. Erst im Spätherbst kehrte man in die heimatlichen Dörfer zurück; der Besitz wurde während der Abwesenheit in Gemeinschaftsspeichern (Agadiren) gelagert und von einer daheimgebliebenen Wachmannschaft gegen Überfälle anderer Nomaden und verfeindeter Nachbardörfer verteidigt.

## Zelte

### Herstellung und Aufbau
Unterwegs lebte man in leicht zu transportierenden und schnell auf- und abzubauenden Zelten aus schwarzem Ziegen- und braunem Kamelhaar, die von den Frauen auf einfachen Hüftwebrahmen gewebt und aus mehreren etwa 50 cm breiten und ca. 5 m langen Bahnen zusammengenäht wurden. Die so entstandene breite Zeltbahn wurde üblicherweise über mindestens sechs (oft auch mehr) Holzstäbe gespannt, von denen die beiden mittleren etwa 2 m hoch waren; die seitlichen Pflöcke hatten dagegen meist nur eine Höhe von 50 bis 80 cm. Insgesamt ergab sich meist eine Zeltbreite von etwa 10 m und eine Tiefe von etwa 3 m. Die Zelte boten in erster Linie Schutz vor heftigem Wind und vor Sandstürmen, ein wenig auch vor der nächtlichen Kühle; bei den äußerst seltenen Regenfällen waren ihre Vorteile dagegen begrenzt. Während die dem Wind am stärksten ausgesetzte Rückseite der Zelte immer geschlossen blieb, wurden die nächtens herabhängenden Stoffbahnen der Vorderseite tagsüber hochgeklappt. Aufgrund ihrer Herstellungsweise waren die Berberzelte immer längsrechteckig und unterschieden sich somit deutlich von den Rundzelten (Jurten) asiatischer Nomadenvölker.

### Dekor
Als reine Zweckbauten waren Berberzelte meist schmucklos. In seltenen Fällen finden sich eingewebte Muster aus Dreiecken und Rauten, wie sie auch an vielen traditionellen Häusern aus Stampflehm (tighremts) zu sehen waren. Diese hatten ursprünglich eine unheilabwehrende (apotropäische) Bedeutung, doch ist das meiste davon in Vergessenheit geraten und die Freude an bescheidenem Dekor überwiegt. An den Seiten und auf dem Boden der Zelte wurden regelmäßig Teppiche und Decken aufgehängt bzw. ausgelegt, die oft ähnliche Motive zeigten, insgesamt aber meist farbenfroher waren.

## Gegenwart
Das (Halb-)Nomadentum ist in den meisten Regionen des Maghreb im Aussterben begriffen – nur selten sieht man noch einige Zelte in den Berg- oder Wüstenregionen.
Viele Touristen verbringen im Süden Marokkos eine Nacht in einem Zeltcamp in der Wüste. Die hier zur Verfügung gestellten Zelte sind jedoch oft neuzeitliche Fabrikate und haben mit den traditionellen Berberzelten nichts mehr zu tun.